# Italijansko renesančno kiparstvo
Italijansko renesančno kiparstvo je bilo pomemben del umetnosti italijanske renesanse, v zgodnjih fazah pa je verjetno predstavljalo vodilno prednost. Primer starorimskega kiparstva je močno visel nad njim, tako v smislu sloga kot uporabe katera skulptura je bila postavljena. V popolnem nasprotju s slikarstvom je bilo po Italiji, predvsem v Rimu, veliko ohranjenih rimskih kipov, ves čas pa so izkopavali in vneto zbirali nove. Razen peščice velikih osebnosti, zlasti Michelangela in Donatella, je danes manj znano kot italijansko renesančno slikarstvo, vendar takrat ni bilo tako.
V italijanskem renesančnem kiparstvu je prevladoval sever, predvsem Firence. To je še posebej veljalo za quattrocento (15. stoletje), po katerem se je Rim izenačil ali presegel kot središče, čeprav je sam ustvaril malo kiparjev. Vključeni so glavni florentinski kiparji v kamnu (v grobem kronološkem vrstnem redu, z datumi smrti) Orcagna (1368), Nanni di Banco (1421), Filippo Brunelleschi (1446), Nanni di Bartolo (1435), Lorenzo Ghiberti (1455), Donatello (1466), Bernardo (1464) in njegov brat Antonio Rossellino (1479), Andrea del Verrocchio (1488), Antonio del Pollaiuolo (1498), Michelangelo (1564) in Jacopo Sansovino (1570). Drugod je bil Sienčan Jacopo della Quercia (1438), iz Lombardije Pietro Lombardo (1515) in njegovi sinovi Giovanni Antonio Amadeo (1522), Andrea Sansovino (1529), Vincenzo Danti (1576), Leone Leoni (1590) in Giambologna (1608, rojen v Flandriji).
Medtem ko je cerkveno kiparstvo še naprej zagotavljalo več velikih naročil kot kateri koli drug vir, ki so mu sledili meščanski spomeniki, so se v tem obdobju pojavili ali povečali pomembnost številni drugi predmeti za kiparstvo. Posvetni portreti so bili prej večinoma pogrebna umetnost, veliki nagrobni spomeniki pa so postali precej bolj dovršeni. Reliefne plošče so bile uporabljene v številnih materialih in okoljih ali včasih obravnavane kot prenosni predmeti, kot so slike. Majhni bronasti izdelki, običajno posvetnih motivov, so postajali vse pomembnejši od poznega 15. stoletja dalje, nove oblike pa so vključevale medalje, ki je sprva večinoma predstavljala osebe in ne dogodke, ter plakete z majhnim prizorom v kovinskem reliefu.
Izraz kipar se je začel uporabljati šele v 15. stoletju; pred tem so bili kiparji znani kot kamnorezci, rezbarji v lesu itd. Statua ("kip" in umetnost njihovega izdelovanja) je bila še ena nova italijanska beseda, ki je nadomestila srednjeveške izraze, kot so figura, simulacrum in imago, ki so se prav tako uporabljali za naslikane podobe.

## Obdobja
Gotska arhitektura in gotska umetnost na splošno je imela omejen prodor v Italijo, prispela je pozno in je večinoma vplivala na skrajni sever, zlasti Benetke in Lombardijo, pogosto le kot okrasni slog na okvirjih in kapitelih.  Klasične tradicije so bile globlje zakoreninjene kot severno od Alp, zaradi česar je bila namerna oživitev klasičnega sloga manj ostra sprememba. V trecentu (14. stoletje) so lahko kiparje naprosili, da delajo na stavbah, ki so na splošno v gotskem slogu ali tistih, ki niso bile. Nekateri kiparji so lahko prilagodili svoje sloge, da bi se prilegali, drugi ne. Zaradi te zapletene situacije je določitev jasnega datuma začetka renesančnega kiparstva težko, če ne nemogoče.
Tako kot italijansko renesančno slikarstvo tudi kiparstvo konvencionalno delimo na obdobja zgodnje renesanse, visoke renesanse, manierizma in pozne renesanse. Prikladno je, da leti 1400 in 1500 dokaj dobro delujeta kot datuma, ki označujeta pomembne spremembe v slogu, pri čemer sta ključni prelomnici natečaj za načrte za vrata Firenškega baptisterija, objavljen konec leta 1400 in Michelangelova Pietà, dokončana leta 1499, in njegov |David, ki se je začel leta 1501. Včasih je 15. stoletje razdeljeno okoli leta 1450 (ali prej) na "prvo renesanso" in "drugo renesanso", do neke mere po Vasariju.
Maniristični slog se začne pojavljati okoli leta 1520, vendar plenjenje Rima leta 1527, ki je močno pretreslo in razpršilo tisto, kar je postalo vodilno središče, zagotavlja splošno sprejet konec faze visoke renesanse; Medičejci so bili istega leta izgnani iz Firenc in izpodrinili druge umetnike. Čeprav je njegova delavnica še naprej ustvarjala dela v njegovem slogu, lahko smrt Giambologne leta 1608, ko je bilo baročno kiparstvo v Rimu že dobro uveljavljeno, štejemo za konec tega obdobja.

## Materiali
Na splošno je bilo »kiparstvo kakršne koli kakovosti« dražje od ekvivalenta v slikarstvu, v bronu pa dramatično. Zdi se, da je naslikani konjeniški spomenik Niccola da Tolentina iz leta 1456 Andrea del Castagna stal le 24 florinov, medtem ko je bil Donatellov konjeniški bron Gattamelata, nekaj let prej, »previdno ocenjen« na 1650 florinov. Michelangelo je prejel 3000 florinov za poslikavo stropa Sikstinske kapele, medtem ko je Ghiberti dejal, da je njegov prvi komplet vrat za Firenški baptisterij stoletje prej stal 22.000, pri čemer je morda četrtina predstavljala stroške materiala.
Razumljivo je, da so kiparji težili »ustvariti najboljše delo v najbolj obstojnih materialih«, kamnu ali kovini; bilo je veliko hitrejših in cenejših del v drugih materialih, ki se večinoma niso ohranila.[20] Kiparji so v veliki meri uporabljali risbe, nato pa majhne in včasih modele ali makete v polni velikosti v glini, z notranjim okvirjem iz železnih palic, kjer je bilo potrebno. Toda takšni modeli so bili le redko odpuščeni in zelo malo jih je ohranjenih. Projekt Leonarda da Vincija za Konja Sforze je primer.
Mnogi kiparji so delali v različnih materialih; Antonio del Pollaiuolo je na primer izdelal končna dela v kamnu, bronu, lesu in terakoti, pa tudi slikal s tempero, oljem in izdeloval freske ter izdelal pomembno gravuro Bitka golih mož (gravura). Donatellov sveti Jurij za orožarje in ceh mečevalcev v Orsanmicheleju je iz marmorja, vendar je prvotno nosil bronasto čelado in nosil meč.[23] Donatello je delal tudi v lesu, terakoti in mavcu. Zlasti v 15. stoletju so bili številni arhitekti po izobrazbi kiparji, nekateri pa so večino svoje kariere opravljali oboje.

### Kamen
Marmor, predvsem čisto bela kiparska vrsta marmorja iz Carrare iz Apuanskih Alp na severu Toskane, je bil najbolj priljubljen material za fino kiparstvo. Številni toskanski kiparji so šli v kamnolom, da bi »grobo obdelali« velika dela, nekateri so jih dokončali v bližnji Pisi, s čimer so prihranili stroške prevoza velikih blokov. Prevoz na dolge razdalje je običajno potekal z ladjo, bodisi po morju bodisi po Arnu do Firenc. 
Čeprav je imela večina delov Italije kamen, ki ga je bilo mogoče klesati, je bil tudi drugi najbolj priljubljen kamen na severu, iz Istre ob Jadranu, danes na Hrvaškem in delno v Sloveniji. Istrski kamen je »marmorju podoben kamen, ki ima lahko poliran zaključek, vendar je veliko bolj raznolik v teksturi in barvi kot apuanski beli marmor«. Sivi toskanski peščenjak, znan kot pietra serena, je bil v glavnem uporabljen kot gradbeni kamen, pogosto v kontrastu z belim marmorjem, kot v Firenški stolnici. Toda včasih so ga uporabljali za kiparstvo, zlasti v manjših reliefih in izrezljanih prizorih na stavbah.

### Kovina
Bronasta skulptura je bila tedaj približno desetkrat dražja od marmorja in zahtevno vlivanje oziroma izdelava zlitine ter tehnika ulivanja izgubljenega voska je bila največkrat izvedena s strani kiparja in njegovega ateljeja. To je vključevalo izdelavo končne makete v vosku ali voska na glini, ki se nato med ulivanjem uniči; Konj in jezdec je zelo redka voščena skulptura, verjetno nikoli ulita maketa, ki se je ohranila; obstaja majhno število drugih, večinoma majhnih predhodnih študij.
Po osnovnem odlitku, ki bi ga morda izvedli zunanji strokovnjaki, je sledilo še precej kiparskega dela s čiščenjem, brušenjem in dodelavo površine s poliranjem. V nekaterih primerih je ta faza trajala leta in uporabljala različne kiparje.
Kljub svoji ceni in težavnosti, po klasičnem okusu, znanem iz starodavne literature, kot je Plinij Starejši in zelo malo starodavnih primerkov, ki so bili takrat znani, je bron užival poseben prestiž, tudi v majhnem obsegu. [33] V poznem srednjem veku v Italiji so ga večinoma uporabljali za velika vrata stolnice, na primer v Pisi in San Marco v Benetkah, zgodnja renesansa pa je to nadaljevala. Najbolj znana so v Firenški krstilnici. Lorenza Ghibertija  nekoliko večji bronasti sveti Janez Krstnik za Orsanmichele (1412) je bil brez primere.
Bron je lahko pozlačen.[36] Različne kovine so bile uporabljene za odlitke portretnih medalj knežjih ali le bogatih mecenov in včasih za plakete. Bron je bila običajna kovina, nekaj pa jih je bilo lahko ulitih v zlatu ali srebru za predstavitev osebam istega ali višjega ranga, nekateri pa v svincu. Zlasti na knežjih dvorih, predvsem na najbogatejšem, milanskem, so majhne ulite figure in rezbarske predmete, kot so črnilniki, pogosto izdelovali v zlatu in srebru, vendar so bili skoraj vsi v nekem trenutku pretopljeni zaradi njihove vrednosti zlata. Slavna zlata Cellinijeva solnica, ki jo je leta 1543 za Franca I. izdelal Benvenuto Cellini, je skoraj edina ohranjena v zlatu, zdaj na Dunaju. Komplet 12 srebrno-pozlačenih skodelic, imenovan Aldobrandini Tazze, je bil izdelan za italijansko družino pred letom 1603, vendar morda ne italijanski. Ghisijev ščit iz leta 1554 je še en primer drobnih reliefnih prizorov.

### Les
Za razliko od severa Alp les ni bil prestižen material, vendar se je zaradi svoje majhne teže še naprej uporabljal za figure Križanje, ki so jih pogosto obesili v zraku ali na stenah v cerkvah, na primer Brunelleschijevo razpelo v Santa Maria Novella. Druge izjeme so vključevale več Donatellovih figur za oltarno sliko cerkve Frari v Benetkah, njegovo spokornico Magdaleno in dela Francesca di Valdambrina v Toskani okoli leta 1410.  Ko je bil uporabljen les, ga je navadno poslikal slikar ali kipar ali njegova delavnica. Okrasne rezbarije v lesu so bile pogoste za pohištvo, obloge in druge namene. Korne klopi v velikih cerkvah so pogosto vključevale precej kiparstva, včasih tudi figure in pripovedne prizore. V zgodnjem 15. stoletju so se lesene figure Domenica di Niccolò dei Corija v Sieni usmerile k »novi zgovornosti v kretnjah in mimiki«.

### Terakota
Poleg razširjene uporabe gline za modele, ki običajno niso bili žgani, so tri generacije družine Della Robbia v Firencah vodile veliko delavnico, v kateri so izdelovali kipe iz terakote, glazirane s kositrom in svetlo pobarvane, sprva večinoma verske reliefne elemente za zunanjost stavb, nato pa manjša dela, kot so Madone za zasebne kapele ali spalnice. Drugi umetniki so razvili slog portretov na glavi in prsih iz terakote. Več del dokončane monumentalne plastike (in ne modelov ali študij) je bilo izdelanih v terakoti, večinoma poslikanih. Ti so bili večinoma verski; številne so bile velike skupine s šestimi ali več žalujočimi, ki so obkrožile mrtvega Kristusa v Objokovanju Kristusa. Ti so bili veliko cenejši od marmorja: najbolj znana skupina Niccoloja dell'Arca za cerkev v Bologni uporablja terakoto za doseganje učinkov leteče draperije, ki jih ne bi bilo mogoče narediti v kamnu. Guido Mazzoni je bil še en specialist za velike terakotne skupine.

### Drugi materiali
Štukatura, ki je bila včasih poslikana v imitacijo brona, je bila uporabljena predvsem za okrasitev stavb, delavnice pa so prodajale majhne mavčne replike znanih skulptur, od katerih jih ni veliko ohranjenih. Začasne skulpture iz najrazličnejših hitrih in poceni materialov, kot sta kaširani papir in z lepilom utrjeno blago, so bile proizvedene v izdatnih količinah kot okraski za parade med festivali in praznovanji, kot so poroke; v 16. stoletju so ti pogosto zapisani v tiskih. Ena reliefna plošča Jacopa Sansovina za okrasje ob zmagoslavnem vstopu (srednjeveški in renesančni del razstave) papeža Leona X. v Firence je ohranjena, čeprav je bila v glini in »platnu, utrjenem z lepilom«, vse nameščeno na lesenih deskah; gre za delo najvišje umetniške kakovosti. Jacopo della Quercia († 1438) je izdelal konjeniško grobnico za cerkev v Sieni z uporabo "lesa, hrasta in prediva", in ni presenetljivo, da se ni ohranila. 
Nov in značilen žanr začasne skulpture za velika praznovanja je bila sladkorna skulptura. Sladkor so začeli redno uvažati v Evropo sredi 15. stoletja, ko so iz Evrope poselili Madeiro in Kanarske otoke ter tam pridelan sladkor, ki so ga večinoma uvažali preko Italije. Po tem je »vsepogosta strast do sladkorja ... preplavila družbo«, saj je postal veliko lažje dostopen, čeprav je bil na začetku še vedno zelo drag.[50] Genova, eno od distribucijskih središč, je postala znana po kandiranem sadju, medtem ko so se Benetke specializirale za pecivo, sladkarije (bonbone) in sladkorne skulpture. Sladkor je takrat veljal za medicinsko koristnega.
Pogostitev, ki jo je leta 1457 v Toursu priredil Gaston de Foix, vključuje prvo podrobno omembo skulptur iz sladkorja, saj je bila zadnja prinesena hrana »heraldična menažerija, izklesana iz sladkorja: levi, jeleni, opice ... vsak drži v taci ali kljunu grb madžarskega kralja« (praznik je bil v čast madžarskemu veleposlaništvu). Druge zabeležene velike pojedine, kot so poročni banketi v naslednjih desetletjih, so vključevale podobne primere. Poroka Ercola I. d'Esteja, vojvode Ferrarskega leta 1473 in poroka njegove hčerke Isabelle d'Este leta 1491 sta se zaključili s procesijo, ki je nosila skulpture. Leta 1491 so 103 možje pripeljali »tigre, samoroge, bucentavre, lisice, volkove, leve ... gore, dromedarje, ... gradove, saracene ... Herkula, ki ubija zmaja ...«, očitno prilagojenega vsakemu gostu; »kiparje iz Mantove, Padove in Benetk so pripeljali, da bi jih naredili po načrtih dvornih slikarjev«.
Prvotno se zdi, da so nekatere skulpture pojedli med obrokom, kasneje pa postanejo le namizni okraski, najbolj izpopolnjeni se imenujejo triomfi. Znano je, da jih je izdelalo več pomembnih kiparjev; v nekaterih primerih so njihove predhodne risbe preživele. Zgodnji so bili iz rjavega sladkorja, delno vliti v kalupe, z izrezljanimi zadnjimi deli; nato se lahko doda pozlata ali barva. Sčasoma se je v 18. stoletju razvila porcelanasta figurica kot stalna oblika posnemanja sladkornih skulptur; sprva so jih postavljali tudi okoli jedilnih miz.

### Pobarvani kipi
Poslikave, ki so jih pogosto odstranili, potem ko so postale kosmičaste, so bile pogoste, če ne običajne na lesu in terakoti, vendar že v 15. stoletju nenavadne na kamnu in kovini. Ko je bila uporabljena na teh materialih, je bila na splošno diskretna. Nekateri Larianini portretni doprsni kipi iz marmorja so ohranili svoj polikromni zaključek; drugi ga nikoli niso imeli ali pa so ga odstranili. Po letu 1500 je barva vse bolj izginila iz mode; izkopane klasične skulpture je niso imele, drugo vprašanje pa je, ali so bile originalno obarvane. Vpliv Michelangela, »ki se je odpovedal površinskim privlačnostim, da bi idejo prenesel samo z obliko«, je bil še en dejavnik.

## Prizorišča

### Cerkve in grobnice
V Italiji je bila skulptura v cerkvah vedno večinoma znotraj stavbe, v nasprotju z državami severno od Alp. Redka italijanska izjema je bila Milanska stolnica, zgrajena od leta 1368 z velikim številom niš in fial za stotine kipov, ki so jih zapolnili v celotnem obdobju; večina je bila previsoko, da bi se skulptura jasno videla. Druga izjema je bila bližnja Certosa di Pavia, samostan, načrtovan kot dinastično grobišče milanskih vojvod Viscontijev, ki je posnemal druga taka mesta severno od Alp,  gradnjo so začeli leta 1396, a dokončali šele več kot stoletje kasneje.
V Firenški stolnici imajo skulpture na glavnem pročelju okrog Porta della Mandorla, imenovane po mandljasti mandorli okoli Device Marije v visokem reliefu timpanona Nanni di Banca (na mestu do leta 1422), zapleteno zgodovino, ki vključuje številne kiparje in sloge. Bile so tri etape, od katerih je vsaka trajala več let, med 1391 in 1422, in več sprememb po tem, vključno z veliko širitvijo kiparstva v 19. stoletju na višje ravni. Majhen relief golega Herkula (ki predstavlja vrlino Trdoglavosti) sredi okrasnega listja ob strani vrat »je že dolgo znan kot mejnik za preučevanje akta v zgodnji renesansi«; kipar je negotov. Tako prvi Donatellov marmor kot Michelangelova figura Davida sta bili prvotno namenjeni za streho stolnice, vendar se je izkazalo, da je prva premajhna, da bi jo pravilno videli, zato je druga veliko večja, vendar je bilo to po zaključku prepoznana kot preveč težka za položaj in se je pridružila Donatellu na Piazza della Signoria.
Znotraj cerkva so nagrobni spomeniki bogatašev postajali vse večji, sprva z velikimi, a dokaj plitvimi okvirji okoli podobe pokojnika, kot v grobnici protipapeža Janeza XXIII. v Firencah, nato pa so se v 16. stoletju včasih razširili v zelo velike skupine kipov, ki so dosegle vrhunec v Michelangelovem nagrobniku papeža Julija II., ki so ga delali med letoma 1505 in 1545, a le delno uresničili. Nova bazilika sv. Petra, Vatikan se je začela polniti z velikimi papeškimi grobnicami, trend, ki se je v naslednjem baroku le povečal. V Benetkah, v Santi Giovanni e Paolo, imajo grobnice 25 dožev, v Firencah pa je cerkev Santa Croce »končno postala florentinska vrsta Westminstrske opatije«, z velikimi grobnicami za vodilne osebnosti, vključno z Michelangelom in Galileom, narejen večinoma na državne stroške.
Sprva so figure pokojnikov na grobovih sledile običajnemu (vendar ne nespremenljivemu) tradicionalnemu vzorcu »ležeče podobe«, ki je ležala z zaprtimi očmi, proti koncu 15. stoletja pa so jih začeli prikazovati kot žive. V primeru papežev je bila prva grobnica papeža Inocenca VIII. († 1492), kjer je imel Antonio del Pollaiuolo spodaj ležečo podobo in zgoraj sedečo figuro z dvignjeno roko v blagoslov. Tako izgleda spomenik zdaj, potem ko so ga prestavili v cerkev sv. Petra, prvotno pa so bili ti položaji obrnjeni. Naslednji, ki je vključeval katero koli figuro, je bil Michelangelov Nagrobnik papeža Julija II., ki so jo začeli graditi leta 1505 v času njegovega življenja. Pri tem je papež ležal na boku z dvignjeno glavo. Od nagrobnika papeža Leona X. († 1521) naprej so sedeče figure postale običajne, kadar je bila vključena katera koli figura.

### Javni prostor
Mesta so želela povečati svoj ugled z znamenitimi kiparskimi ansambli na javnih mestih in so bila za to pogosto pripravljena izdatno plačati. Najbolj izstopajoča je bila nedvomno skupina nepovezanih kipov na Piazza della Signoria v središču Firenc, pred Palazzo Vecchio, sedežem republiške vlade. Loggia dei Lanzi je odprta arkada na trgu, ki hrani zbirko izjemnih kipov, večinoma iz 16. stoletja, ko sta se skupini pridružila Perzej z Meduzino glavo Benvenuta Cellinija in Ugrabitev Sabink Giambologna.
Še en florentinski meščanski eksponat kiparstva je bila Orsanmichele, stavba, ki so jo imeli cehi skupaj in so jo uporabljali za različne namene. Notranjosti je Orcagna postavil velik tabernakelj, verjetno kot votivno daritev za konec črne smrti v 1360-ih. Pritličje je bilo prvotno odprto in se je uporabljalo kot trgovska dvorana in zbirališče, vendar so bili do leta 1380 prostori med zunanjimi pilastri zazidani. V pritličju je bila cehovska cerkev (še vedno s pisarnami zgoraj, zdaj so to muzej z originalnimi kipi). Za vsakega od cehov je že obstajal načrt za postavitev kipa na pilaster, a je bil do takrat narejen le eden. Ob koncu stoletja je bila shema ponovno oživljena in najzgodnejši od kipov, ki so obstajali, dokler jih v sodobnem času niso zamenjali s kopijami, je datiran iz leta 1399, zadnji pa iz leta 1601. Toda med letoma 1411 in 1429 je prišlo do izbruha dejavnosti. Višina niš na prometni ulici, je bila le nekaj metrov nad mimoidočimi. Zamuda je nastala zaradi zamude cehov, vendar je povzročila vrsto del vodilnih kiparjev tistega časa, ki odlično prikazujejo razvoj florentinskega sloga in zlasti navzkrižne tokove v njem v letih pred 1430. Večina kipov je zavetnikov vsakega ceha. Obstaja 14 kipov ali skupin, dva Donatellova, dva Ghibertijeva ter Kristus in sv. Tomaž Verrocchia (dokončan okoli 1480). Ghibertijev sveti Janez Krstnik (1412) je bil najzgodnejši od šestih v bronu, še vedno zelo v mednarodnem gotskem slogu.

### Vodnjaki
Javni vodnjaki, iz katerih je velika večina prebivalstva črpala vodo za domačo rabo, so bili ključni del lokalne uprave, po kateri so sodili mestne oblasti. Tisti na glavnih trgih so morali omogočiti več ljudem, da naenkrat črpajo vodo; brizgajoči curki so bili pričakovani šele v poznejšem 16. stoletju, vendar je bil enostaven dostop do stalne oskrbe z dobro vodo. Nekateri veliki zgodnji vodnjaki so bili oviti z reliefnimi ploščami, kot je protorenesančna Fontana Maggiore v Perugii, ki so jo ustvarili Nicola Pisano in drugi (večinoma 1270-a), in Fonte Gaia v Sieni, sedanja različica Jacopa della Quercia (1419, reliefe zdaj nadomeščajo replike).
Primeri pozne renesanse vključujejo Neptunov vodnjak, Bologna, delo Giambologne (1566) in Neptunov vodnjak, Firence (Bartolomeo Ammannati in drugi, dokončan 1574). Ti gledajo naprej na baročne fontane; vsako nadvišuje velik kip boga. Do takrat so najbogatejši zasebni vrtni vodnjaki tudi dobili skoraj tako ekstravagantne skulpture. Giambolognov Samson ubija Filistejca, ki je zdaj v Londonu, je bil narejen za vrtni vodnjak Medičejcev.

### Portreti
Kiparski portreti so bili večinoma omejeni na nagrobne spomenike, vendar so se v tem obdobju pojavili v širokem razponu velikosti in materialov. Italijani so postali zelo pozorni na rimski odnos, da je imeti javni kip skoraj najvišji znak statusa in ugleda in takšni kipi, po možnosti nameščeni na stebru, se pogosto pojavljajo na slikah idealnih mest, veliko pogosteje kot so jih  kadarkoli v resnici postavili.  Stoječi portretni kipi sodobnih posameznikov so ostali zelo redki v Italiji do konca tega obdobja (ena izjema je Juan Avstrijski v Messini, 1572), vendar sta Leone Leoni in njegov sin Pompeo, dvorna umetnika španskih Habsburžanov, izdelala več v bronu zanje.

#### Konjeniški kipi
Najvišji izraz ugleda, rezerviran za vladarje in generale, je bil konjeniški kip v polni velikosti; rimski primeri so preživeli v konjeniškem kipu Marka Avrelija v Rimu in Regisole v Pavii (zdaj uničen). V Scaligerjevih grobnicah v Veroni so bili trdni gotski predhodniki v marmorju in eden Bernabòja Viscontija v Milanu, delo Bonina da Campioneja (1363). Številni začasni so bili narejeni za praznike,[80] vendar zelo malo v bronu v času renesanse. Privlačnost oblike je prikazana z dvema fiktivnima kipoma, poslikanima s freskami v Firenški stolnici: tisti za sira Johna Hawkwooda (Paolo Uccello, 1436), je poleg tistega za Niccolò da Tolentino (Andrea del Castagno 1456).
Tako kot imitacije fresk sta bila tudi prva dva prava bronasta kondotjer ali najemniški general, Donatellov konjeniški kip Gattamelata v Padovi (1453) in konjeniški kip Bartolomea Colleonija, ki ga je začel Andrea del Verrocchio v 1480-ih, končal pa drugi po njegovi smrti. Tik ob koncu obdobja, precej potem, ko so se Medičejci spremenili v velike vojvode Toskane in se je mislilo, da je republikansko čustvo že dovolj zamrlo, je Giambologna zanje izdelal dva, Cosima I. de' Medici (1598) na Piazza della Sinjorija, leta 1608 pa konjeniški kip Ferdinanda I.
Eden velikih nedokončanih projektov renesanse je bil Konj Sforza Leonarda da Vincija, konjeniški portret Francesca I. Sforze v naravni velikosti za njegovega sina Ludovica il Mora, oba milanska vojvoda, ki je bil prvotno namenjen za vzgojo, a ko se je izkazalo preveč ambiciozen, načrten s »hodečim korakom«. Leonardo se je uril v delavnici Andrea del Verrocchia, v času, ko so izdelovali konja za Colleonijev spomenik. Projekt mu je bil dodeljen leta 1489 in do zime 1492–1493 je dokončal glineni model v polni velikosti, ki je bil z velikim odobravanjem razstavljen v Milanski stolnici za poroko Biance Marie Sforza in Maksimilijana I., cesarja Svetega rimskega cesarstva. Morda je izdelal kalup ali njegove dele, toda proti koncu leta 1494 se je Ludovico odločil, da potrebuje veliko količino brona, ki ga je hranil za kip, za topove, glede na obrat, ki ga je naredila prva italijanska vojna, ki se je začela tistega leta. Ko so Francozi leta 1499 končno zasedli Milano, so glineni model močno poškodovali francoski lokostrelci, ki so ga uporabili kot tarčo. Ohranilo se je le nekaj risb in nekaj manjših voščenih modelov negotovega avtorja.
- Freska Niccola da Tolentina, avtor Andrea del Castagno 1456
- Konjeniški kip Bartolomea Colleonija, ki ga je začel graditi Andrea del Verrocchio v 1480-ih, Benetke
- Leonardo da Vinci, Študija za konja Sforze (prvi dizajn)
- Giambologna, Cosimo I. de' Medici, 1598, Piazza della Signoria, Firence

#### Doprsni kipi
Pojavila se je vrsta doprsnega portreta, odrezanega pod rameni, očitno za umestitev v relativno zasebno okolje družinske palače. Zdi se, da je na to vplivala oblika nekaterih srednjeveških relikviarijev in začasnih pogrebnih podob ter morda rimski okenski reliefni nagrobni portreti, kot je Nagrobni relief Publija Edija in Edije iz 1. stoletja našega štetja, »ljudski« slog, ki se uporablja za svobodnjake in poslovni razred. Pokazal je tudi podoben pogled kot nastajajoča oblika portretne podobe, vendar v naravni velikosti in v treh dimenzijah. Donatello je v 1420-ih uporabil tudi format za bronastega svetnika. Najzgodnejši primer portreta iz marmorja, ki ga je mogoče datirati, je Mina da Fiesole doprsni kip Piera di Cosima de' Medici iz leta 1453, ki je »trd in napet, kot bi lahko pričakovali od mladega kiparja, ki so ga prosili, da naredi nekaj neznanega«, zlasti za de facto vladarja Firenške republike. Vasari pravi, da je bil doprsni kip postavljen nad vrata Pierovih sob v Palazzo Medici, ki je bila takrat še v gradnji. Tam je bil enak portret njegove žene Lucrezie Tornabuoni, ki je zdaj izgubljen ali ni izsleden.
Mino je naredil več podobnih doprsnih kipov in umetnika, kot sta Antonio Rossellino in Benedetto da Maiano, sta prevzela obliko, slednji je za delo vzel model »maske življenja«, verjetno v vosku. Zgodnji subjekti so vključevali zdravnika in lekarnarja ter najvišjo elito. V enem primeru, bankir Filippo Strozzi starejši (ki je tudi naročil Benedettu, da oblikuje Palazzo Strozzi), sta preživela model iz terakote in bolj idealiziran marmorni doprsni kip.
Benedetto je uporabil tudi format v popolnoma polikromirani terakoti, ki je bil uporabljen za doprsni kip politika Niccolòja da Uzzana († 1431), pripisan Donatellu, verjetno posmrtno, izdelan s posmrtno masko. To bi pomenilo, da je zelo zgodnji. V naslednjem stoletju so izdelovali poslikane terakotne doprsne kipe Lorenza Medičejskega, verjetno precej po njegovi smrti. Prikazan je v precej staromodnem kapučio pokrivalu srednjega razreda kot politična izjava.
Pietro Torrigiano je iz posmrtne maske izdelal doprsni kip Henrika VII., verjetno posmrtno in on ali Mazzoni enega veselega dečka, za katerega se domneva, da je bodoči Henrik VIII. med njegovim bivanjem v Angliji. Francesco Laurana, še en veliko potujoči kipar, je bil rojen v beneški Dalmaciji, vendar je večinoma delal v Neaplju, na Siciliji in v južni Franciji, z nekaj negotovimi obdobji v svoji karieri. V 1470-ih, razmeroma pozno v svoji karieri, je začel izdelovati doprsne kipe precej podobnega videza in nekoliko idealiziranih dam v marmorju, nekatere s polikromiranimi barvami.
Do visoke renesanse so doprsni kipi z ravnim dnom izgubili naklonjenost in imeli so prednost zaobljeni spodnji deli v klasičnem slogu, ki so sedeli na podstavku, kot je ostalo.

#### Medalje
Z nekaj precedensi nekaj desetletij prej je renesančno portretno medaljo dejansko izumil Pisanello. Vodilni slikar za dvore po Italiji, zdi se, da so to njegova edina dela kipov. Najzgodnejša je verjetno njegova medalja bizantinskega cesarja Ivana VIII. Paleologa, ki jo je Pisanello videl, ko je obiskal Italijo leta 1438. V bronu, dvostranska in široka 10,3 cm, je kot precej povečan kovanec in postavljena konvencija, ki se je običajno upoštevala pri portretu recto in drugačnem prizoru na hrbtni strani.
Postalo je običajno imeti impresa ali osebni emblem subjekta na zadnji strani z motom. Te so postale bistvene, ne samo za vladarje, ampak za vsakogar, ki je trdil, da je renesančni humanist, skupine, ki najverjetneje naročajo medalje. Gesla so postajala vse bolj nejasna uganka, o kateri je prejemnik razmišljal kot »zavestno eruditska izjava o identiteti portretiranca«. Medalje so bile izdelane v majhnih izdajah, včasih pa so bile uporabljene različne kovine za prejemnike različnih statusov. Zavzeto so jih zbirali za nastajajočo omarico radovednosti in postali so uporabna oblika oglaševanja za intelektualce, ki iščejo pokroviteljstvo. Pisanellu je dal medaljo izdelati njegov kolega, kasnejši medaljerji pa so pogosto delali medalje z avtoportreti.
Večja kakovost modelov na medaljah je dvignila lestvico umetniške kakovosti kovancev, zlasti najprestižnejših zlatih izdaj. V srednjeveški Italiji (za razliko od Anglije) ni bilo običajno vključevati portreta vladarja, toda renesančni profilni portreti so postali običajni za knežje države in oživljajo cesarski rimski slog. Umetniki navadno niso evidentirani, verjetno pa so bili pogosto ugledni; avtobiografija Benvenuta Cellinija omenja enega, za katerega je bil model Alessandro de' Medici, firenški vojvoda, ki ga je mogoče prepoznati.
Medalje, ki spominjajo na dogodke in ne na posameznike, so večinoma prišle proti koncu tega obdobja, ena pa je bila izdelana takoj za neuspeh Pazzijeve zarote proti Medičejcem leta 1478;  »njena pripovedna vsebina je brez primere«. Obe strani sta skoraj zrcalni podobi, z glavama obeh bratov Medičejcev, Lorenza, ki je pobegnil in Giuliana, ki je bil umorjen. Dvigata se nad korno pregrado stolnice, kjer so atentatorji udarili med mašo.
- Pisanello, Ludovico III. Gonzaga, 1447, hrbtna stran
- Lisisppo il giovane, medalja za avtoportret, 1475–80
- Medalja Pazzijeve zarote, z Lorenzom, 1478, Bertoldo di Giovanni
- Zlata medalja angleške kraljice Marije I., 1554, Jacopo da Trezzo

### Majhne skulpture
Bronasti kipci so bili v srednjem veku zelo redki, praktično omejeni na licenčnine, od približno leta 1450 pa so postali vse bolj priljubljeni za bogati zbirateljski trg. Posvetni zbiratelji so bili večinoma moški in subjekti odražajo moški okus. Konji so bili izjemno priljubljeni, pogosti pa so bili tudi bojevniki, mitološke osebe ali personifikacije; golota pri obeh spolih je v 16. stoletju postala pogostejša. Zlasti v 16. stoletju je motive za ta dela verjetno izbral kipar za prodajo, namesto da bi jih naročal kot velika večina večjih kipov. Vendar je moral upoštevati tržni okus.
Mnogi so bili pomanjšane različice večjih kompozicij. Zbiratelji in njihovi prijatelji naj bi jih cenili tako, da bi jih držali in obračali v rokah, ko najboljši »dajejo estetski dražljaj tiste neprostovoljne vrste, ki včasih izvira iz poslušanja glasbe«, pravi John Shearman, ko govori o Giambologninih majhnih figurah. Zdaj jih je večina v muzejih, takšno vrednotenje je komaj kdaj mogoče in zaradi »obrata okusa« ti »izjemno umetni« predmeti niso splošno priljubljeni.
Tudi motivi na plaketah so bili domnevno avtorjevi izbori. Čeprav so bile zelo majhne, so omogočale vrsto zapletenih več figuralnih akcijskih kompozicij, ki so jih redko zahtevale naročila in ki so pritegnile umetnike, ki so videli poznorimske sarkofage. Tako kipci kot plakete so bili običajno izdelani v majhnih izdajah po nekaj izvodov, nekatere plakete pa so bile izdelane v serijah, ki prikazujejo različne epizode iz zgodbe. Številni so bili oblikovani za uporabo kot nosilci za ročaje mečev in druge predmete, nekateri pa so si izposodili kompozicije iz grafik. Nekateri večji umetniki ali njihove delavnice so izdelovali plakete, vendar se zdi, da se mnogi umetniki niso ukvarjali z večjim kiparstvom.
V teh žanrih Firence niso prevladovale, kot so bile za večjo skulpturo, Padova pa je bila okoli leta 1500 največje središče, saj je imela močno tradicijo vlivanja brona od Donatellovih let tam. Med vodilnimi padovanskimi umetniki sta bila Donatellov učenec Bartolommeo Bellano in njegov učenec Andrea Riccio. Pier Jacopo Alari Bonacolsi, znan kot Antico, je imel sedež v Mantovi in je izdeloval večinoma elegantne klasične figure, pogosto s pozlačenimi poudarki, za družino Gonzaga.
Vgravirana gema, majhna oblika izrezljana iz trdega kamna, je bil priljubljen predmet za zbiranje za antične Rimljane, vključno z Julijem Cezarjem, številni starodavni primerki pa so bili vključeni v srednjeveške predmete z dragulji, kot je Lotarjev križ. Zlasti cesarske portretne kameje, kot je Gemma Augustea, so imele izjemen prestiž, renesančne elite pa so si zelo želele imeti lastne podobe v obliki. Nekatere plakete kopirajo ali so celo ulite iz antičnih graviranih gem, zlasti iz zbirke Medičejcev.
V 16. stoletju so beneški kiparji za patricijske palače in vile »razvili žanr veličastnih gospodinjskih predmetov v bronu«, ki so pogosto vključevali figure med bogato dekoracijo. Med njimi so bili svečniki, vratna trkala in okovi. Delavnici Andree Riccia in pozneje Girolama Campagne sta bili vidni na tem območju, vendar izdelovalci mnogih predmetov niso jasni.
- Herkul in Nemejski lev, Galeazzo Mondella (Moderno), c. 1500, pozlačena bronasta plaketa
- Paris s svojim jabolkom, kipec Antico, ok. 1500–05, visok 14 5/8 palcev (37 cm).
- Andrea Riccio, oljenka s putti, Padova, 1515–25
- Andiron spredaj z Venero in (?) Marsom. Oblikoval Girolamo Campagna, verjetno narejen v 17. stoletju. Visok 44 1/2 palcev (113 cm).

## Delavnice
Večina kiparjev se je izobraževala in delala v dokaj majhnih delavnicah (bottega), ki so pogosto vključevale tudi druge družinske člane in so bile v pritličju mojstrove rezidence. Velika naročila so pogosto zahtevala sodelovanje med različnimi delavnicami in potovanja na kraj dela za daljša obdobja. Največja dokaj stabilna delavnica iz 15. stoletja je bila verjetno Ghibertijeva, tudi Donatello je imel veliko število pomočnikov, mnoge za kratek čas. Figura »izoliranega enega samega mojstra, odgovornega za izvedbo dela kot tudi za oblikovanje, kot si mislimo o Michelangelu, ni nastala vse do« poznega 15. stoletja. Več pomembnih kiparjev je v svoji karieri delovalo v različnih mestih; Zlasti Rim in Benetke sta uvozila večino kiparjev, Rim včasih za en kos.
Pogost način plačila za kiparstvo je bil plačilo določenega zneska, ko je delo napredovalo, a končno oceno prepustili »nezainteresiranim tretjim osebam, običajno samim umetnikom, ki so bili pozvani, da se izrečejo o kakovosti izdelave« in ugotovijo končno vrednost. To je bilo kljub nekaterim težkim epizodam »močna spodbuda za natančno izdelavo«.
Leta 1472 je bilo v Firencah 54 delavnic za klesanje kamna in 44 zlatarjev in srebrnarjev, kar je bilo več kot 30 slikarskih delavnic. V mestu je bilo več rezbarjev kot mesarjev. Toda mesto je bilo netipično, z morda najvišjo koncentracijo v Italiji, takrat so se mu kosale le Benetke; v nasprotju s tem sta Neapelj in južna Italija na splošno imela malo umetnikov. Velike projekte v Neaplju, kot sta Triumfalni vhod v Castel Nuovo in Porta Capuana, so zasnovali in izvedli umetniki s severa ali pod vodstvom Alfonza V. Aragonskega, kralja Neaplja od 1442 do 1458, njegove rodne Španije.
Številni kiparji so delali tudi kot arhitekti, ker takrat ni bilo jasno opredeljenega poklica, ali kot slikarji, tisti z zlatarskimi izkušnjami pa so pogosto nadaljevali z drugimi deli tega poklica, izdelovali nakit in delovali kot bankirji. Kiparji, če ne iz umetnikove družine, kot jih je bilo veliko, so običajno prihajali iz mestnega okolja srednjega razreda. Za pridobitev vajeništva, zlasti za zlatarja, je bilo običajno potrebno plačilo ali družinske povezave. Leonardo da Vinci je bil eden tistih, ki so kiparstvo imeli za manj gentlemanski poklic kot slikarstvo, ker je bilo »prašno, umazano in fizično izčrpavajoče«. Toda finančno je bilo morda običajno bolj koristno. Kosi so bili običajno obdelani v diagonalnem položaju, medtem ko je kipar sedel, kot je prikazano na reliefu Andree Pisana. Poleg dleta, ki ga je uporabljal, so prikazani še šestilo, sveder in knjiga, del, ki ga dela, pa je kip golega telesa v klasičnem slogu.

### Kiparke
Celo v primerjavi s slikarkami so zapisane kiparke izginjajoče redke, čeprav je verjetno veliko nezabeleženih, zlasti modelatorke v vosku. Properzia de' Rossi iz Bologne (okoli 1490–1530), »edina renesančna italijanska kiparka v marmorju«, je veljala za čudežno dekle, ker je bila ženska in je prejela biografijo v Vasarijevem Življenju umetnikov. Nenavadno za umetnice, kot notarjeva hči ni imela vidnega družinskega ozadja v umetnosti. Rečeno je bilo, da je bila samouk, vadila je na sadnih koščicah, kasneje pa je poklicno kariero nadaljevala z klesanjem marmorja. Diana Scultori (1547–1612) iz Mantove je znana kot »edina graverka v 16. stoletju, ki se je podpisala na svoje grafike«, vendar se je šolala pri svojem očetu, ki je bil grafik in kipar, in se je morda ukvarjala s kiparstvom.

## Cehi
Cehi, ki so se jim kiparji morali pridružiti v večini mest, so bili pogosto razdeljeni glede na uporabljene materiale na načine, ki so včasih ovirali razvoj umetnosti. Kamnorezci, zlatarji, delavci z drugimi kovinami in rezbarji lesa so pogosto pripadali različnim cehom, a terakota pogosto ni imela ceha. Cehi so bili še posebej močni in politično močni v Firencah, medtem ko so bili v Rimu, Benetkah in manjših mestih večinoma šibki. Njihov vpliv se je v tem obdobju močno zmanjšal. V Firencah so si rezbarji kamna in lesa delili Arte dei Maestri di Pietra e Legname (Ceh mojstrov kamna in lesa, eden od cehov Arti Mediane ali »cehov srednjega ranga«) in so bili v 16. stoletju končno dovolili, da se pridružijo slikarjem v njihovi Compagnia di San Luca, do leta 1572 strogo bratovščini in ne cehu. Firenški kovinarji so bili del Arte della Seta, močnega svilarskega ceha, enega od Arti Maggiori ali »glavnih cehov«. Čeprav so bili cehi v Firencah močni, so bolj kot mnoga manjša mesta sprejemali »tuje« umetnike iz drugih mest, morda zato, ker je toliko florentinskih mojstrov samih delalo drugje.

## Pokrovitelji
Firenški cehi so bili prav tako zelo pomembni pokrovitelji, vsaj do poznega 15. stoletja, saj so pogosto plačevali za nova dela v cerkvah, kot so vrata Firenškega baptisterija in stolnice Porta della Mandorla. Zasebna naročila so bila zelo pogosto tudi za člane cehov; najbogatejši ceh, bankirji (Arte del Cambio) je vključeval številne Medičejce in Strozzije. Za bankirje je bil dodaten motiv odpuščanje greha uživanja z velikodušnimi prispevki verskim in civilnim ustanovam.
V številnih monarhičnih kneževskih državah v Italiji je bil vladar glavni pokrovitelj in pogosto so izdatno zapravljali, da bi se poveličevali: Milano, Rimini, Ferrara, Urbino so primeri, vendar se nobena ni kosala z Medičejci, potem ko so leta 1531 postali veliki vojvode Toskane in želeli promovirati svoj novi status. Potem ko so se papeži leta 1376 vrnili iz avignonskega ujetništva, je vedno obstajala določena stopnja papeškega pokroviteljstva, četudi le za grobnice, vendar se je to precej razlikovalo od posameznega papeža (kot je veljalo tudi za kneze). Razen dveh iz španske rodbine Borgia (nobeden nista bila velika pokrovitelja kiparstva) sta papeža od 1431 do 1503 izhajala iz severnoitalijanskih družin in sta bila nedvomno vajena sodobnega kiparstva. Julijsko leto 1450 je začelo program urbane prenove v Rimu, ki je vključeval uporabo posodabljanja ali restavriranja cerkva, vključno z njihovimi kipi, »kot setve, okoli katerih bi se lahko razvila obnova celih četrti mesta«.
Papeška skulptura za njihove palače in grobnice se je v 16. stoletju pod papežem Julijem II., Leonom X. in Klemenom VII., izjemno povečala; zadnja dva sta bila Medičejca. Ko se je protireformacija razvila, je postalo papeško pokroviteljstvo bolj spremenljivo. Kardinali so bili pogosto razkošni pokrovitelji, večinoma v Rimu in okolici.
V času renesanse so se razvili okus in žepi nižjih članov elit, plemstva, patricijev in bogatih bankirjev ter trgovcev za umetnost v najnovejših slogih, ki so se širili vse nižje po družbeni lestvici. Okoli leta 1500 so bili ramenski doprsni kipi včasih »poceni spomeniki iz terakote, oblikovani iz odlitka posmrtne maske, ki je bila dodana navdušujoča na grobo modelirane prsi in ramena«.

## Razvoj sloga

### Do 1400-ih
Zlasti v 15. stoletju so imeli reliefi v nasprotju s plastiko v samostoječi obliki veliko večji delež likovne plastike kot pozneje. Sodobni gledalec je torej forme razmeroma nevajen in jo rad spregleda. Dokler ni bila izkopana Laocoönova skupina v središču Rima leta 1506, so bili najbolj dramatični in atletski položaji v znanih rimskih skulpturah natrpani reliefi na poznorimskih sarkofagih, medtem ko so bili znani kipi skoraj vsi dostojanstveni, a precej statični stoječi portreti.
Nicola Pisano (aktiven ok. 1240-ta do 1278) je bil vodilni kipar tega, kar je Erwin Panofsky imenoval »klasicizirajoča protorenesansa«. Njegova glavna dela so bili kompleti reliefov, zlasti tisti na velikih dvignjenih prižnicah krstilnice v Pisi (iz leta 1260) in Sienski stolnici. Imel je veliko delavnico, vključno s svojim sinom Giovannijem Pisanom.  Številne skulpture na vodnjaku Fontana Maggiore v Perugii (1277–1278) je verjetno oblikoval Nicola, vendar jih je večinoma izklesal. Večje plošče prikazujejo natrpane prizore, včasih združujejo več prizorov v eni sami kompoziciji, na primer Oznanjenje in Kristusovo rojstvo v krstilnici v Pisi; večina upodobitev v tem obdobju bi prikazovala dva prizora v različnih predelih. Pisanova mladost v rodni Apuliji na skrajnem jugu Italije je minila, ko je vladal Friderik II., cesar Svetega rimskega cesarstva in večinoma živel tam ter spodbujal rimski preporod v umetnosti. Pisano je bil očitno pod vplivom študija starorimskih sarkofagov.
Nicolov sin Giovanni Pisano je prevzel očetovo delavnico v 1280-ih letih in je bil veliko bolj dovzeten za gotski slog kot njegov oče. V naslednjem stoletju so bili gotski in klasični vplivi skupaj najdeni v številnih velikih delih, ki so si včasih nasprotovala. Do leta 1380 se je v več delih Italije pojavilo »močno gibanje«, ki je postavilo temelje za sloge naslednjega stoletja. Toda 1390-ta je bil tudi »v Toskani vrhunec gotskega vala« v mednarodnem gotskem slogu; velika »Porta della Mandorla« v Firenški stolnici, ki jo je sponzoriral Arte della Lana ali ceh tkalcev volne, ki so ga mnogi kiparji podprli, prikazuje to kompleksno sliko. 

### Od 1400-ih dalje

#### Vrata Firenške krstilnice
Pozimi leta 1400–1401 je Arte di Calimala ali ceh trgovcev s tkaninami objavil natečaj za načrte za nov par bronastih vrat za vzhodno stran Firenškega baptisterija (zdaj premaknjene na severno stran), in zanj plačevali. Eden od dejavnikov časovne razporeditve je morda bil napredek na skulpturi stolnice, ki ga je plačal konkurenčni ceh. Tekmovanje je bilo nenavadno, a komisija je bila izjemno ugledna. Iz številnih prijav je bil izbran ožji izbor sedmih kiparjev, vsi Toskanci, ne pa vsi Florentinci. Vrata naj bi imela tipičen format 28 figurativnih plošč v bronu, sedem vrst v dveh stolpcih na vsakih vratih. Ožji izbor je bil naprošen, naj zagotovi modele za reliefno ploščo v okvirju s štirilistom, ki je bil dobavljen, in se ujema s tistimi na obstoječih južnih vratih Andree Pisana (začetek leta 1329). Tema je bila Izakovo žrtvovanje (v resnici nikoli uporabljena, saj je bil program spremenjen tako, da prikazuje samo novozavezne teme). Žirijo je sestavljalo 34, večina umetnikov. Zelo nepričakovano je bil za zmagovalca razglašen Lorenzo Ghiberti, takrat star le 22 let.
Ohranjena sta dva poskusna reliefa, Ghibertijev in drugouvrščeni Filippo Brunelleschi, prav tako v svojih zgodnjih 20-ih. Žirija se je zelo težko odločila med njima in je predlagala sodelovanje, a je Brunelleschi to odklonil in se po tem porazu vse bolj posvečal arhitekturi. Odločitev je bila ostra in spor je dolga leta povzročal slabe občutke. Obe kompoziciji sta odsevali zavest o najnovejših florentinskih slogih, antičnem kiparstvu in severni mednarodni gotiki; izbira nikakor ni bila med novimi in starimi slogi. Ghibertijeve figure so bolj učinkovito povezane s pokrajinskim ozadjem. Pri Ghibertiju je »razpoloženje veliko bolj nežno« kot Brunelleschijeva »ostra, stoična interpretacija«. Ghibertijev Izak je bil idealiziran akt z »namigom ganljivo nemega in otroškega junaštva pred nerazložljivo pogubo«, opisan tudi kot »prvi resnično renesančni akt; v njem sta naturalizem in klasicizem pomešana in sublimirano z novo vizijo tega, kaj je človeško bitje lahko«.
Ghiberti je moral ustanoviti livarno in razširiti svojo delavnico, ki je štela približno 25 ljudi, vključno z Donatellom, Michelozzom, Paolom Uccellom in Masolinom. Prva vrata so obesili šele leta 1424, naslednje leto pa je ceh od njega naročil nadaljnji komplet, tako imenovana Vrata Paradiža (po Michelangelovi pripombi). Tokrat ni bilo tekmovanja, je pa pred začetkom dela nastal nekajletni presledek; Zdi se, da so bili vsi glavni ulitki narejeni leta 1436, vendar niso bili dokončani do leta 1452. Tokrat je le deset, večjih, glavnih plošč, pet visokih na vsakih vratih. So kvadratne in v celoti, namesto delno pozlačene. Figure niso nič večje, temveč so postavljene v perspektivne krajine ali mestne krajine. Različni nivoji reliefa so mojstrsko uporabljeni za koncentracijo gledalčevega pogleda na najpomembnejše elemente.
- Žrtvovanje Izaka, Brunelleschijeva poskusna kompozicija za severna vrata natečaja za krstilnico v Firencah, 1401
- Žrtvovanje Izaka , Ghibertijeva zmagovalna kompozicija na natečaju 1401
- Vrata Paradiža, Baptisterij, Firence, vrata in situ so reprodukcija
- Adam in Eva, iz Vrat Paradiža
- Pogled pod kotom na ploščo z zgodbo o Abrahamu pred Vrati Paradiža

#### Donatello
Donatello, »najvplivnejši posamezni umetnik 15. stoletja«, je okoli leta 1408 začel prejemati pomembna naročila, večinoma v marmorju, do leta 1411 pa je bil njegov sveti Marko naročen za Orsanmichele. Naslednjega pol stoletja je bil najpomembnejši in najiznajdljivejši kipar v Italiji, ki je dozorel renesančni slog. Njegovo delo je bilo vedno močno izraženo s čustvi, v različnih razpoloženjih, v njegovih zadnjih letih pa je to pogosto postalo bolj intenzivno.
Razvil je slog zelo plitvega in občutljivega reliefa, imenovanega stiacciato, obenem pa je blestel tudi pri kipih, vključno z zahtevnim prvim bronastim konjeniškim. Njegov drugi, bronasti, David je zasluženo ena najslavnejših skulptur tega obdobja in prvi prostostoječi goli kip renesanse. David, svetopisemski morilec velikanov, je bil simbol Firenc, Verrocchiov bron pa je bil še eno Medičejsko naročilo v 1470-ih, ki mu je sledil znameniti Michelangelov marmorni kip v začetku naslednjega stoletja.
Donatello je preživel približno tri leta v Rimu (1430–33) s svojim sodelavcem Michelozzom, bolj znanim kot arhitektom. To je poglobilo njegovo razumevanje klasičnega sloga. Leta 1443 je zapustil Firence in odšel v Padovo, za konjeniški kip Gattamelata, kjer je ustanovil tradicijo litja v bron. Odsoten je bil deset let, v tem času pa se je začel razvijati njegov ostrejši končni slog.
- Sveti Jurij, marmor, za Orsanmichele, 1415–17
- Bronast David (1440s?), Museo Nazionale del Bargello, Firence, v.158 cm
- Madona z otrokom s štirimi kerubi, terakota, izvirno barvno
- Spokornica Magdalena, les, c. 1455

#### Sredina stoletja
Od približno 1430 do 1480 je bilo izjemno število pomembnih kiparjev, ki so delali v osebnih variacijah sloga, ki so ga vzpostavili Ghiberti, Donatello in drugi. Charles Avery opisuje kot »dva različna kiparska načina iz sredine stoletja, 'sladki stil' Ghibertija in brutalni ekspresionizem Donatella«, pri čemer ugotavlja, da je Verrocchio »sposoben združiti« oba.
Prvo dokumentirano delo Luce della Robbia je pevska galerija ali cantoria v Firenški stolnici (1431–38) z reliefi otrok. Ko se je Donatello vrnil iz Rima, so mu naročili, da naredi primerljivo (1433–40). Po besedah Roberte Olsen, »medtem ko Lucine izjemno sladke, prefinjene figure ustvarjajo idealno razpoloženje, so Donatellovi svobodno ekspresivni putti nesramni. So nenavadni debelušni angeli ... Nasprotno pa so Lucove zadržane figure ... lahko portreti pravih otrok. Njegov aluzije na antiko so prikrite, medtem ko so Donatellove odkrite.« 
Ker Donatello ni bil v Padovi od leta 1443 do 1453, je »sladki slog« prevladoval v firenškem kiparstvu naslednjih 25 let, s starejšim Luco della Robbia, bratoma Bernardom in Antoniom Rossellinom, ki se jim je pozneje pridružil Andrea del Verrocchio kot vodilne osebnosti.
Poleg že omenjenih je Desiderio da Settignano (um. 1464, sredi tridesetih let) manj splošno znan, saj je umrl zelo mlad, veliko njegovih del pa je sorazmerno majhnih verskih reliefov, ki jih zaznamujeta »delikatnost« in »ekstremnost«. Izdelal je tudi več portretov otrok. Učenec je bil verjetno neidentificirani mojster marmornih Madon, ki je nadaljeval v njegovem slogu v naslednji generaciji.
Tempio Malatestiano v Riminiju je oblikoval Leone Battista Alberti, vodilni umetnostni teoretik tistega časa, za Sigismonda Malatesta, mestnega vladarja, ki je bil tudi poveljnik papeške vojske, preden je postal »edina živa oseba, ki jo je papež javno poslal v pekel« (leta 1460).
Nikoli ni bila dokončana, kot je bilo načrtovano, vendar ostaja izjemno pomembna arhitekturno, pa tudi notranjost ima »najbogatejšo kiparsko dekoracijo katere koli renesančne stavbe« do leta 1449, ko je bila dodana prva skulptura. Znotraj in zunaj je skulptura v dokaj nizkem reliefu, v pasovih, ki potekajo navpično ali vodoravno na številnih površinah. Tematika je bila včasih inovativna, s temami reliefov se kapele zdaj imenujejo po Igrajočih se otrocih, Planetih in Umetnostih in znanostih. Glavna odgovorna delavnica je bila delavnica Agostina di Duccia; drug je morda delil delo, morda Matteo de' Pasti.
- Luca della Robbia, cantoria, sedaj v muzeju Firenške stolnice
- Detajl cantoria
- Detajl Donatellove cantoria
- Desiderio da Settignano,  Jezus in Janez Krstnik , 1455–57
- Filozofija, iz Tempio Malatestiano, Rimini

#### Kriza 1490-ih
Konec 15. stoletja je zaznamovala nekakšna kriza v kiparstvu, zlasti v Firencah. Po približno letu 1485 so tradicionalni viri velikih naročil usahnili. Kiparski projekti so postali manjši, pogosto so jih plačali posamezniki, predvsem Medičejci.
Francoska invazija na Italijo leta 1494 je destabilizirala Italijo in začela vrsto vojn, ki so do leta 1559 privedle do prevlade španskih in avstrijskih Habsburžanov v državi. Medičejci so bili leta 1494 izgnani iz Firenc, pozneje so se vrnili, milanski vojvoda Ludovico pa je leta 1499 prav tako padel. Številni umetniki so se preselili, da bi se izognili spopadom, vključno z Michelangelom, ki je eno leto preživel v Bologni. Leonardov konj Sforza je bil le eden od velikih projektov, opuščenih v teh letih. Velikopotezna in slogovno napredna grobnica francoskega generala Gastona Foix, vojvode Nemoursskega († 1512) Agostina Bustija je bila zapuščena, ko so bili Francozi izgnani iz Milana. Figure in nekateri reliefi so dokončani v Milanu, drugi reliefi pa v Torinu, z risbo predvidenega dizajna in odlitki večine delov pa v Londonu.

### 16. stoletje

#### Michelangelo
V 1490-ih se je pojavil Michelangelo kot izjemen talent, ki je dosegel vrhunec v svoji Pietà, ki se je začela leta 1498. Na začetku naslednjega stoletja je začel svojega Davida. To je »uveljavilo Michelangelov sloves ... po vsej Italiji in še dlje« in ostaja njegova najbolj znana skulptura. Po tem so se morali kiparji velikih del odzvati na ogromno silo Michelangelovih figur. Leta 1504 je Michelangelo prejel prvo od ogromnih slikarskih naročil za bitko pri Cascini (nikoli dokončana), ki ga je za večji del kariere oddaljilo od kiparstva in pustilo številne kiparske projekte nedokončane. Vendar je pogosta, čeprav »zmotna teorija«, da je bila to namerna prednost; namesto tega je bil posledica njegovega perfekcionizma, zavračanja delegiranja pomočnikov in nezmožnosti obvladovanja številnih zahtev njegovih močnih pokroviteljev. Leta 1511 je mesto uničilo tudi veliko bronasto figuro papeža Julija II. za Bologno.
Michelangelova edinstvena tehnika klesanja kipov je bila, da je najprej klesal samo eno stran bloka, namesto da bi pomočnik prišel do grobih dimenzij figure na vseh straneh, kot so to počeli drugi kiparji. Ko je napredoval in so se začeli pojavljati stranski pogledi, je začel rezati v stranice bloka. Ta tehnika mu je dala "prostor za nenehne spremembe in revizije kontur in celo položajev" vseh delov, ki jih še ni dosegel. Toda to je zahtevalo njegovo popolno koncentracijo v celotnem procesu rezbarjenja in dejansko izključilo uporabo pomočnikov, razen pri zaključnih fazah, kot je poliranje. Njegovih več nedokončanih kipov prikazuje tehniko, a tudi pretirane zahteve, ki jih tehnika postavlja pred njega. [166]
Papež je Michelangela leta 1505 prvič prosil, naj izdela nagrobnik papeža Julija II. in se lotil izbire marmorja, kar je trajalo več mesecev. Toda od leta 1508 do 1512 je bil preusmerjen v slikanje stropa Sikstinske kapele. Prvotno je bila grobnica načrtovana kot samostoječa piramidalna zgradba s številnimi figurami, po papeževi smrti leta 1513 pa je bila podpisana nova pogodba, v kateri je bilo določeno, da stoji ob steni. Delo se je nadaljevalo »spasmodično« do leta 1545, ko je bil »ta bedni fragment, ki ga imamo od prvotne sheme«, z Mojzesom in dvema drugima kipoma, nameščen v San Pietro in Vincoli, saj je bila cerkev svetega Petra gradbišče. Drugi deli so drugje, večina nedokončanih. Mladi moški akt Victory z zasukano figura serpentinata, ki jo je pustil v svojem ateljeju v Firencah, je zelo vplival na tamkajšnje mlajše kiparje. Nasprotno pa njegovih štirih »nedokončanih sužnjev«, ki so zdaj v Louvru, »niso obravnavali z morebiti pretiranim spoštovanjem, ki ga imajo zdaj«, ampak so jih postavili v jamo v vrtovih Boboli.
Njegova Kapela Medičejcev, ki je bila prvič načrtovana leta 1520, je imela nekoliko podobno zgodovino, toda tisto, kar je na koncu postavil (Tribolo leta 1545), predstavlja veliko bolj zadovoljiv ansambel, »enega najbolj slavnih kompleksov kipov na svetu«.

#### Manieristi in pozno renesančno kiparstvo
Baccio Bandinelli, ki je bil po Vasariju obseden z rivalstvom tako z nekoliko starejšim Michelangelom kot z nekoliko mlajšim Cellinijem, je dobil zelo politično naročilo za Herkula in Kaka na Piazza della Signoria, pri čemer je uporabil blok marmorja, ki je bil prvotno dodeljen Michelangelu. V tistem času in pozneje so ga razumeli kot neuspešen poskus posnemanja Michelangela; Cellini je junakovo postavo opisal kot »vrečo melon«, pisce sovražnih verzov pa so zaprli. Kljub temu so se Medičejci ob odsotnosti Michelangela v Rimu držali ob njem in več desetletij je prejemal večino večjih naročil v Firencah, kljub (tako kot Michelangelo) slabim rezultatom dokončanja del.
Florentinski kiparji, ki so poskušali združiti vplive Michelangela in manierizma, sta vključevala Niccolò Tribolo in njegov učenec Pierino da Vinci (Leonardov nečak). Tribolova kariera se je preusmerila v upravljanje oskrbe z vodo v mestu in druga inženirska dela, nekaj njegovih najboljših kasnejših del pa so fontane za vrtove Medičejcev. Pierino je bil izjemno nadarjen, vendar je umrl pri 24 letih. Poleg kipov je razvil zelo učinkovit manieristični reliefni slog, nekaj, kar se je Celliniju izmuznilo in v katerem ni imel naslednikov.
Benvenuto Cellini se je v Firencah izučil za zlatarja in je večinoma delal s kovino, čeprav se je zelo dobro naučil klesati marmor. Zahvaljujoč njegovi avtobiografiji (ki je bila najdena šele v 18. stoletju) o njem vemo več kot o katerem koli drugem kiparju tega obdobja. Njegova nedvomna mojstrovina je Perzej z Meduzino glavo, 1545–1554, ki je morda vedno namenjena svojemu trenutnemu vidnemu položaju v Loggii dei Lanzi. ima »elegantno, lahkotno držo, ki je bila značilnost manieristične umetnosti«.
Bartolomeo Ammannati je bil nadarjen kipar, ki ga njegovo najvidnejše delo, osrednja figura Neptunovega vodnjaka v Firencah, ni najbolje predstavljalo, ko je po natečaju prevzel blok, ki ga je začel Bandinelli. Kasneje se je pod vplivom protireformacije obrnil proti goloti v javni plastiki in opustil delo. Vincenzo Danti, ki se je prav tako prijavil na natečaj Neptun, je ugotovil, da v Firencah ne more tekmovati z Giambologno in se vrnil v rodno Perugio kot mestni arhitekt in profesor na novi akademiji.
Firenčan Jacopo Sansovino je bil sprva kipar. Deloval je v Rimu, a je po vreči leta 1528 odšel v Benetke, kjer je ostal. Spominjajo se ga predvsem kot najpomembnejšega arhitekta tamkajšnjega obdobja in ni jasno, koliko skulptur na svojih stavbah je izdelal sam. Tesno je sodeloval z Alessandrom Vittorio, ki velja za najpomembnejšega beneškega kiparja. Njegovi precej strogi portretni doprsni kipi so ustrezali beneškemu okusu.
- Herkul in Kaka, Baccio Bandinelli, Piazza della Signoria, Firence
- ‘’Obnova Pise Cosima I. Medičejskega, Pierina da Vincija
- Vincenzo Danti, Obglavljenje Janeza Krstnika, 1570-ta
- Alessandro Vittoria, doprsni kip beneškega patricija, 1570-1600

#### Giambologna
Giambologna, znan kot Jean de Boulogne doma v Douaiju v Flandriji (zdaj v Franciji), se je izobraževal pri lokalnem kiparju, ki je bil v Italiji. Pri 21 letih je preživel dve leti v Rimu in se leta 1557 vrnil na sever, našel mecena v Firencah, ki ga je predstavil na dvoru. Njegova prijava na natečaj Neptun leta 1560 ni bila uspešna, a je verjetno povzročila, da so ga oblasti v Bologni povabile, da naredi njihov Neptunov vodnjak v Bologni. Končano leta 1566 je bilo to njegovo največje naročilo do danes. Leta 1565 so ga za kratek čas odpoklicali iz Bologne, da bi naredil začasne dekoracije za poroko Medičejcev. Izdelal je model v polni velikosti v gipsu (mavcu) Firence zmagujejno nad Piso in je bil prikazan na poroki. Marmorno verzijo je naredil kasneje, morda pomočnik. To delo predstavlja njegovo zanimanje za »problem združevanja dveh figur v akcijsko skupino«, ki ga nadaljujejo mnoga kasnejša dela.
Ko se je njegova kariera razvijala, se je izkazal kot sposoben vodja velike delavnice in učinkovit vodja naročil, kar mu je omogočilo veliko proizvodnjo, večinoma v bronu. Vedno je delal po modelih, ki jih je njegova delavnica pogosto ponavljala v različnih velikostih. Njegove elegantne zasukane figure dosegajo vrhunec v njegovem marmornem Ugrabitev Sabink (1579–1585, naslov, ki ga je sprejel po končanem delu, po predlogu prijatelja), ki je zasnovan tako, da je enako zadovoljivo gledano iz katerega koli kota, kot je bil njegov prejšnji Merkur, uravnotežen na eni nogi (obstajajo štiri različice).
Veliko njegovih večjih kipov je bilo prvotno za vrtove, pogosto kot središče vodnjaka. Ogromen Apeninski kolos (1580-ta) je v vrtovih vile di Pratolino, klasičnega manierističnega vrta, polnega kipov, jam in avtomatov, vključno s tistimi, ki so na obiskovalce brizgali vodo. Delno vklesan v steno skale je prevelik, da bi ga prestavili v muzej, zato ostaja na mestu. Drugi izdelki, pošast Bomarzo, večinoma naravni izdanki skale, fantastično izklesani in vrtovi vile d'Este v Tivoliju v Laciju so drugi eksponati manieristične vrtne skulpture, oboje je veliko bolje ohranjeno kot preostali del vile di Pratolino.
- Neptunov vodnjak, Bologna, 1553–56
- Firence zmagujejo nad Piso, model v gesso (plaster), za poroko Medičejcev leta 1565
- Velika bronasta različica Merkurja (Bargello)
- Ugrabitev Sabink, 1579–85

## Italijani v tujini
Do konca obdobja je reproduktivna tiskarska industrija distribuirala tiskane slike italijanskih del po vsej Evropi; starine in slike so bile najbolj priljubljene teme, vendar so bili kopirani tudi številni renesančni kipi. Pred približno letom 1530 je bila glavna izpostavljenost tujcev italijanski renesančni umetnosti fizična gibanja italijanskih umetnikov ali del v tujini ali tuji obiskovalci Italije. Številni tuji umetniki, zlasti nizozemski, so obiskali Italijo, običajno na začetku svoje kariere in odnesli tisto, kar so se naučili, nazaj v svoje domovine. Na primer, domneva se, da je Giambolognov učitelj Jacques du Broeucq preživel kakih pet let v Italiji in potem v Antwerpnu uveljavil italijanski slog. Po letu 1550 je konsolidacija večjega dela Evrope pod Habsburžani povzročila »izjemno mednarodnost dekorativnega sloga«, z umetniki ali njihovimi risbami, grafikami in plaketami, ki so širile modele po Evropi, pri čemer je bila običajna izvorna točka Italija.
Obdobja dela Italijanov v tujini so pogosto odločilno vplivala na prihodnje kiparstvo obiskane dežele, saj so predstavljala modele lokalnim umetnikom; to je bilo zlasti v Franciji. Čeprav so bile italijanske vojne, ki so se začele leta 1494, za Italijo katastrofa, so povzročile »italijansko kulturno prevlado v Evropi ... ki je umetniško kompenzirala politično in vojaško podrejenost Italije«. Ob koncu obdobja je turizem, ki ga je vodilo zanimanje za italijansko umetnost, že postajal gospodarsko pomemben, zlasti za Firence, Benetke in Rim.
Prenosni predmeti, kot so medalje in majhni bronasti predmeti, so dosegli preostalo Evropo in navdihnili lokalne imitacije. Ob koncu obdobja so bili majhni bronasti izdelki Giambologne in njegove delavnice (in njegovih posnemovalcev) majhna industrija, večinoma namenjena izvozu.  Sam Giambologna je kot vodilni kipar poznejšega 16. stoletja prejel veliko povabil za delo na tujih dvorih, ki mu jih medičejski veliki knezi niso dovolili sprejeti. Vodilni umetniki so bili včasih previdni pri sprejemanju tujih povabil, zlasti Habsburžanov, saj so običajno potrebovali soglasje vladarja za ponovni odhod.
Zgoraj so bila navedena daljša obdobja dela zunaj Italije v Torrigianu in Lariani. Tako kot drugi emigranti so v tujini delali predvsem za dvorne kroge z naprednim okusom. Umetniki tudorskega dvora so bili večinoma iz Nizozemske, čeprav so nekateri, kot je prvi angleški medaljer Steven van Herwijck, delali v Italiji. Nekaj italijanskih kiparjev sta vključevala Torrigiano in verjetno specialist za terakoto Guido Mazzoni, ki je zagotovo nekaj let po letu 1495 preživel v Franciji. Po angleški reformaciji so bili obiskovalci skoraj vsi portretisti, toda med vladavino Marije I. Angleške je obiskal habsburški medaljer in draguljar Jacopo da Trezzo.
Prva Fontainebleaujska šola je bila skupina Italijanov pod vodstvom slikarjev, ki jih je kralj Franc I. povabil v Francijo, kjer so začeli krasiti ogromno novo palačo Fontainebleau in v 1530-ih oblikovali virtualno umetniško kolonijo v gozdu. Njihovo veliko število elegantnih manierističnih reliefov v štuku, pogosto visokih, vitkih, golih žensk, »ekstravagantno neklasičnih« po Kennethu Clarku, je močno vplivalo na francoski severni manieristični slog; nekateri so bili prikazani na jedkanicah, ki jih je izdelala skupina.
Benevenuto Cellini je med leti 1540–45 preživel v Franciji, kjer je izdelal svojo zlato Solnico (glej zgoraj) in velik bronasti relief Nimfa iz Fontainebleauja (1542, zdaj v Louvru) v tem, kar je postalo znano kot »francoski slog«. Nanj so verjetno vplivale štukature iz Fontainebleauja.
Domenico Fancelli (1469–1519) je izdelal več nagrobnih podob za španske kraljeve družine in pomembno družino Mendoza, vendar je delal v Carrari in na kratko obiskal Španijo, »da bi postavil svoje delo in podpisal nove pogodbe«. Na podoben način je Leone Leoni ostal v Milanu, potem ko je bil imenovan za vodenje cesarske kovnice za Habsburžane, vendar se je njegov sin Pompeo preselil v Španijo, kjer je dokončal in postavil očetova večja dela ter izdelal svoja.
Andrea Sansovino je večji del leta 1491 do 1501 delal na Portugalskem za portugalskega kralja Manuela I.. Jacopo Caraglio, ki se je domnevno izučil za zlatarja, je bil pomemben graver na začetku rimskega manierizma, za modele Rossa Fiorentina in drugih. Eden od mnogih umetnikov, ki so po plenjenju leta 1527 pobegnili iz Rima in po nekaj letih v Benetkah, bil do leta 1539 na poljskem dvoru, kjer je preživel preostanek svoje kariere kot dvorni zlatar, vključno z izrezovanjem kamejskih portretov z graviranimi dragulji in modeliranjem medalj kraljeve družine. Na Poljskem se je ustalil tudi Giovanni Maria Mosca. Precej obskuren florentinski kipar Gregorio di Lorenzo je v poznem 15. stoletju odpotoval na Madžarsko, da bi delal za dvor. Kralju Matiji Korvinu (vladal 1464–1490) je Lorenzo de' Medici poslal dva reliefa Verrocchia kot diplomatsko darilo. Tudi Giovanni Dalmata je leta 1481 odšel delat h kralju Matiji.